# Teatro besteirol
Teatro besteirol foi um movimento teatral que nasceu em São Paulo, ganhando força no Rio de Janeiro na década de 80. Desprovido de preconceitos, o besteirol incorporou diversas referências da cultura brasileira para montar uma caricatura do comportamento cotidiano. O humor anárquico e o rompimento com o engajamento e a cultura dita erudita forma os pilares do movimento.

## Principais autores do gênero
- Alcione Araujo
- Flávio Marinho
- Pedro Cardoso
- Guilherme Karan
- Hamilton Vaz Pereira
- Mauro Rasi
- Marcelo Saback
- Miguel M. Abrahão
- Miguel Falabella
- Miguel Magno
- Vicente Pereira